# ヴァージニア・オハンロン

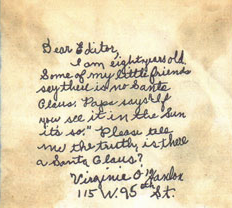
サン紙に送った手紙。

ローラ・ヴァージニア・オハンロン（Laura Virginia O'Hanlon、1889年7月20日 - 1971年5月13日）はアメリカ・ニューヨーク出身の女性。1897年にアメリカの新聞『ザ・サン』に掲載された「サンタクロースっているんでしょうか?」という社説の元になった手紙を送った人物として知られる。

## 生涯
ニューヨークのマンハッタンで医者のフィリップと教師のローラの間に生まれる。
8歳の時、学校で「サンタクロースはいる、いない」ということで友達と口論になった。家に帰って父親に尋ねると、父親は「サン新聞に問い合わせてごらん」とすすめたため、彼女は「サンタクロースっているんでしょうか？」という旨の質問をザ・サンに送った。当時記者だったフランシス・P・チャーチは、これに返答する形で社説を書き、1897年9月21日の新聞に掲載された。その中の「Yes, Virginia, there is a Santa Claus（そうです、ヴァージニア。サンタクロースはいるのです）」という一節は、世界的に有名になった。
1910年のエドワード・ダグラスとの結婚は、娘が生まれる前にダグラスがヴァージニアを捨てて去り、あっけなく終わった。1930年合衆国国勢調査（英語版）では、離婚したものとして記載されたが、その後も「ローラ・ヴァージニア・オハンロン・ダグラス」として別れた夫の姓を名乗った。
ヴァージニアは1910年にハンターカレッジから文学士、1912年にコロンビア大学から教育学修士を得たのち、フォーダム大学から博士号を取得した。ヴァージニアはニューヨーク市の学校教員となった。1912年に教職に就き、1935年に副校長となり、1959年に退職した
。
ヴァージニアは生涯を通じて、手紙についての問い合わせを常に受けた。彼女はその返事に、新聞記事の写しを含めていた。後年のインタビューで、手紙と新聞記事が人生の方向をきわめてはっきり決めたと認めている
。
2012年12月、ニューヨーク州オールバニーのラジオ局WGNA-FM（英語版）は、ヴァージニアが亡くなる2年前の1969年のクリスマスイブに最後にサンタと会っている未公開の写真を入手した。
ヴァージニアは1971年5月13日に、ニューヨーク州ヴァレイシー（英語版）の療養所で81歳で亡くなった。ニューヨーク州チャータム（英語版）の墓地に埋葬されている。
死去に際して『ニューヨーク・タイムズ』は「サンタの友だち ヴァージニア」という記事を掲載し、「アメリカのジャーナリズムにおいて最も有名な社説が書かれるきっかけとなった、かつての少女」として、その死を悼んだ。